# Hôtel de Beaumanoir
L’hôtel de Beaumanoir est un hôtel particulier situé au no 9 rue de la Chaise, dans le 7e arrondissement de Paris. Il héberge depuis 1975 l'Institut d'études politiques de Paris.

## Histoire

### De l'Ancien Régime à 1975
Sous l'Ancien Régime, un hôtel particulier est édifié au XVIIe siècle allant du n°5 au n°9 de la rue de la Chaise. Il s'agit d'un grand hôtel particulier édifié au même siècle qui est occupé en 1628 par Sébastien Zamet. Gabrielle d'Estrées fréquente l'hôtel. En 1651, l'hôtel échoit à la famille du marquis d'Antin, avant d'être revendu en 1657 à la famille Foucault de Saint-Germain. En 1661, il devient propriété de la Catherine Bellier, qui y reçoit notamment Louis XIV en 1663. Il est saisi en 1674 par le roi afin de liquider les créances du mari de Catherine Bellier. Le doge de Gênes y loge en 1685.  L'hôtel est racheté par l'ordre chrétien des Petites-Cordelières en 1686.
Claude de Rouvroy de Saint-Simon rachète l'hôtel en 1752. En 1762, l'hôtel comme le terrain sont vendus par ses descendants à Gaillard de Beaumanoir, qui fait démolir l'hôtel en 1763. En 1771, ce dernier décide de lotir sa propriété. Un nouvel hôtel particulier est construit au n°7 ; Élisa Bonaparte rachète sous le Premier Empire l'hôtel du n°5 ; le n°9, lui, devient propriété de Renée-Caroline-Victoire de Froulay, marquise de Créquy. L'hôtel de la marquise est racheté par le marquis de Morant. L'hôtel du n°9 dispose déjà du nom d'hôtel de Beaumanoir.

### Occupation par Sciences Po (1975-2010)
Le directeur de Sciences Po, Jacques Chapsal, met dans les années 1960 en oeuvre une politique immobilière importante. Cherchant à s'étendre dans le quartier de Saint-Germain-des-Prés, le conseil d'administration de l'établissement recherche un hôtel particulier non loin de l'hôtel de Mortemart. En 1975, Électricité de France propose à la Fondation nationale des sciences politiques la location de l'hôtel de Beaumanoir. Cette proposition est permise par Paul Delouvrier, président de l'entreprise publique et enseignant à l'IEP. L'institut installe l'année préparatoire (AP) de l'IEP dans l'hôtel de Beaumanoir peu après. L'école récupère l'hôtel de La Meilleraye à la même époque.
Des aménagements supplémentaires ont lieu par la suite. L'école met en oeuvre des travaux de rénovation qui durent jusque dans les années 1980. L'hôtel accueille le Centre de recherches politiques de Sciences Po (Cevipof). Certaines archives de l'école qui se trouvent à l'hôtel sont centralisées en 2005. En 2000, lorsque la réforme de la scolarité supprime l'année préparatoire, celle-ci se déroule toujours à l'hôtel de Beaumanoir.

### Rachat par Sciences Po (2010-...)
Sciences Po se porte acquéreur de l'hôtel en mars 2011, à l'instigation de Richard Descoings. L'achat coûte 9 M€. Les locaux mesurent alors 1 645 m².